# Awirmedijn Enchee
Awirmedijn Enchee (mong. Авирмэдийн Энхээ; ur. 25 czerwca 1961 w somonie Zereg w ajmaku kobdoskim) – mongolski zapaśnik w stylu wolnym. Olimpijczyk z Seulu 1988, gdzie zajął szóste miejsce w kategorii 62 kg.
Pięciokrotny uczestnik mistrzostw świata. Zdobył srebrny medal w 1985 i brązowy w 1986. Szósty na igrzyskach azjatyckich w 1982. Pierwszy w Pucharze Świata w 1986. Mistrz Azji juniorów w 1981 roku.